# 大翅蓟
大翅蓟（学名：Onopordum acanthium）为菊科大翅蓟属的植物。分布在伊朗、俄罗斯、欧洲以及中国大陆的 新疆自治区、陕西省等地，生长于海拔540米至1,050米的地区，多生长于荒地、山坡及水沟边，目前尚未由人工引种栽培。